# Börsenrat
Der Börsenrat ist ein nach § 12 BörsG von jeder deutschen Börse zu bildendes Organ.

## Allgemeines
Organe der Börse sind nach § 3 Abs. 1 BörsG die Börsengeschäftsführung, der Börsenrat, der Sanktionsausschuss und die Handelsüberwachungsstelle. Während der Börsenrat unter anderem die Geschäftsführung der Börse bestellt und überwacht, übernimmt die Börsengeschäftsführung die Leitung der Börse und vertritt diese gerichtlich und außergerichtlich.

## Zusammensetzung
Der Börsenrat setzt sich aus allen an der Börse teilnehmenden, teilweise konkurrierenden Gruppen, wie Kreditinstituten, Versicherungsunternehmen, Emittenten und Anlegern zusammen. Die Anzahl der Mitglieder aus den Reihen der Kreditinstitute ist auf maximal die Hälfte der Mitglieder des gesamten Rates beschränkt. Der Rat gibt sich eine Geschäftsordnung und wählt aus seinen Mitgliedern einen Vorsitzenden und mindestens einen Stellvertreter, die beide unterschiedlichen Interessengruppen angehören müssen. Dem Börsenrat der größten deutschen Börse, der Frankfurter Wertpapierbörse, gehören 18 Mitglieder an.

## Aufgaben
Zu den Aufgaben des Börsenrates zählen u. a. die Aufstellung einer Börsenordnung, die Regelung der Geschäfts- und Gebührenbedingungen und die Zulassung der Börsenhändler. Der Börsenrat bestimmt und überwacht die Geschäftsführung der Börse und arbeitet mit der Börsenaufsichtsbehörde zusammen. Bei grundlegenden Entscheidungen, die den Börsenhandel oder dessen Abwicklung betreffen, sind Entscheidungen der Geschäftsführung der Börse von der Zustimmung des Börsenrates abhängig. Dem Börsenrat sind damit Aufgaben zugeordnet worden, die aus der Sicht der Organisationsstruktur einer Aktiengesellschaft teils dem Aufsichtsrat und teils der Hauptversammlung mit ihrer Grundlagenzuständigkeit obliegen. Beispielsweise ist der Erlass der Börsenordnung eine Funktion, die sonst der Hauptversammlung zukommt.